# Holešovice

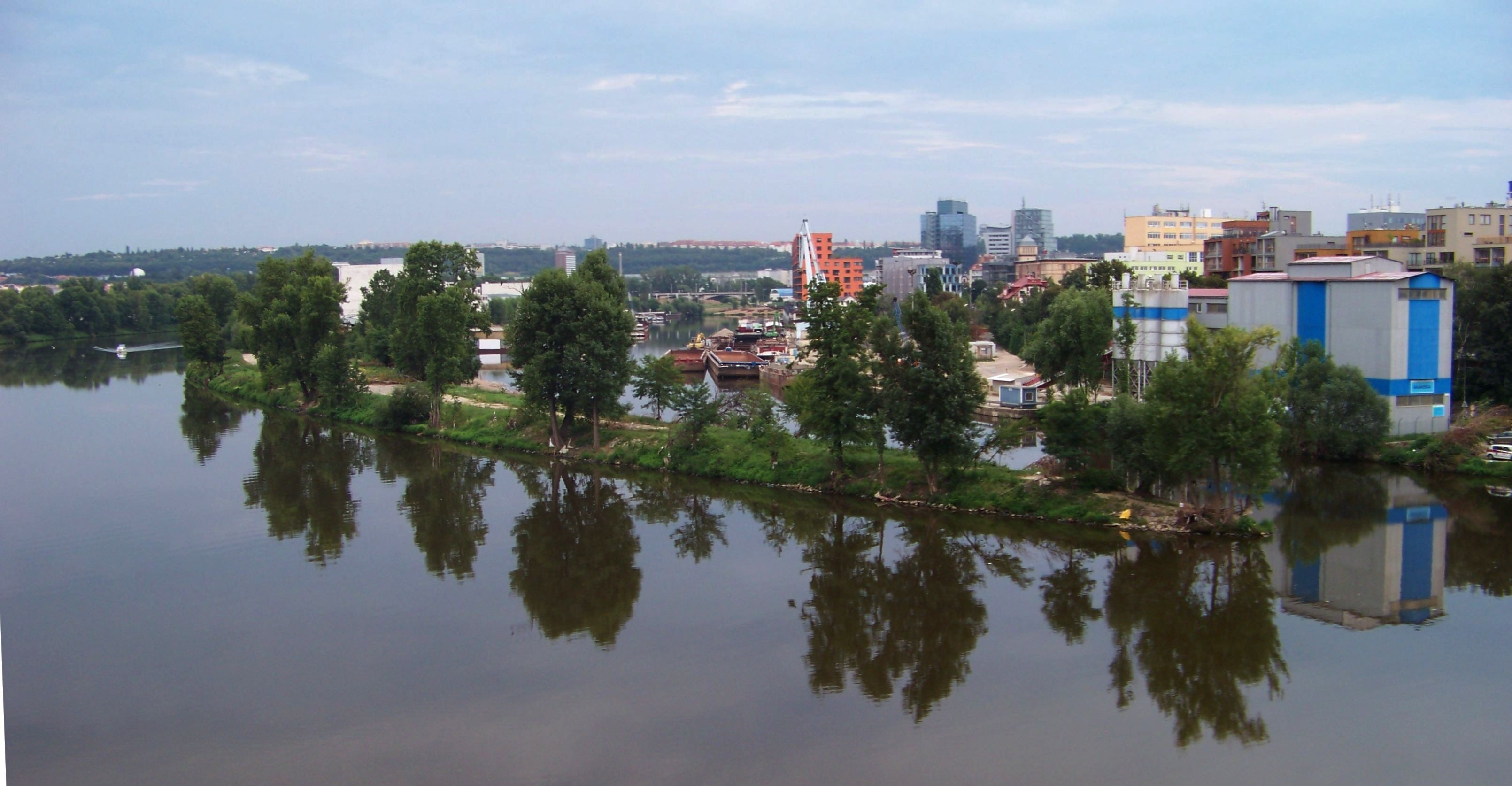
Il porto fluviale di Holešovice

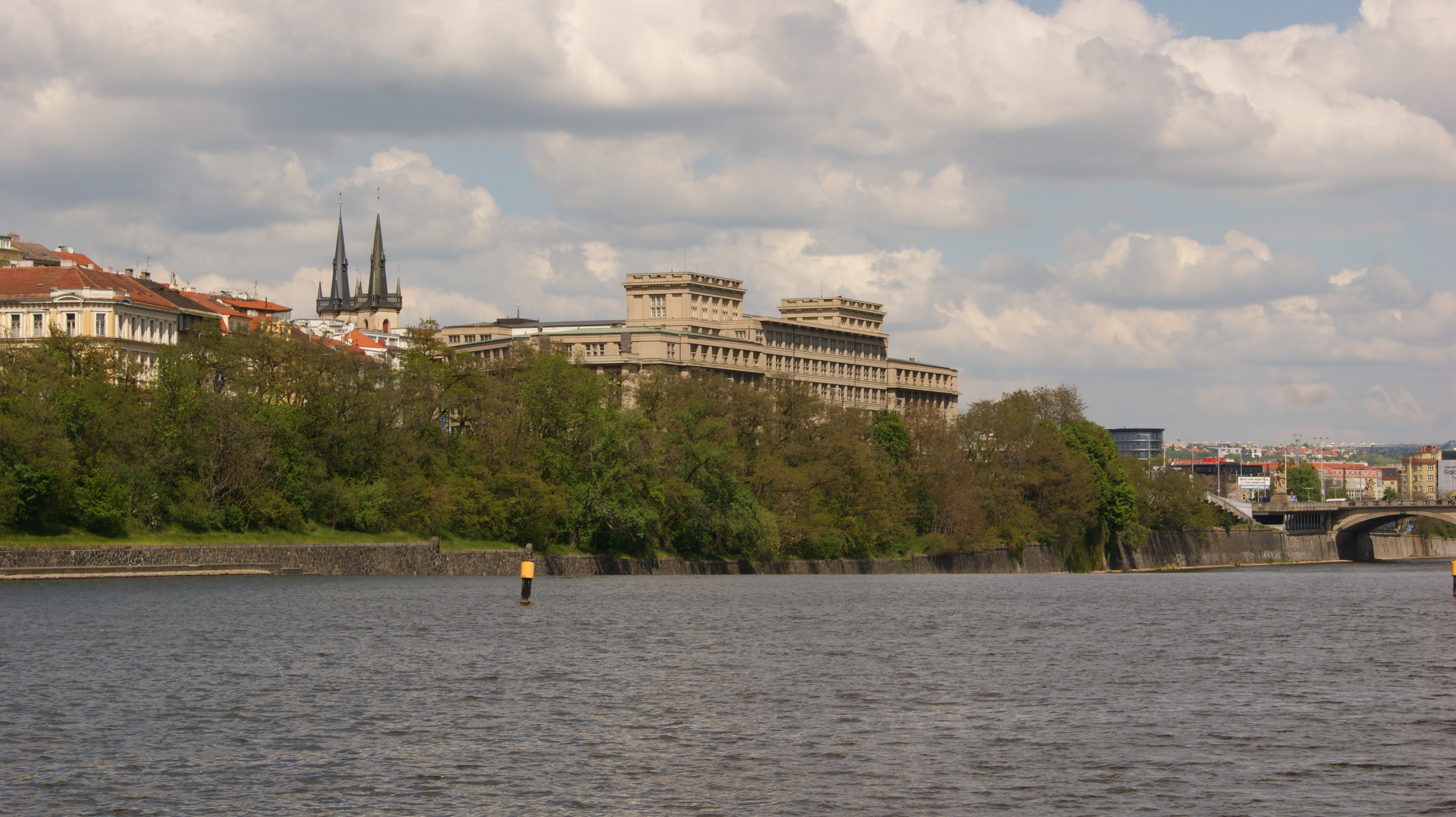
L'edificio dell'ex Commissione statale della pianificazione, ora una sede dell'autorità finanziaria

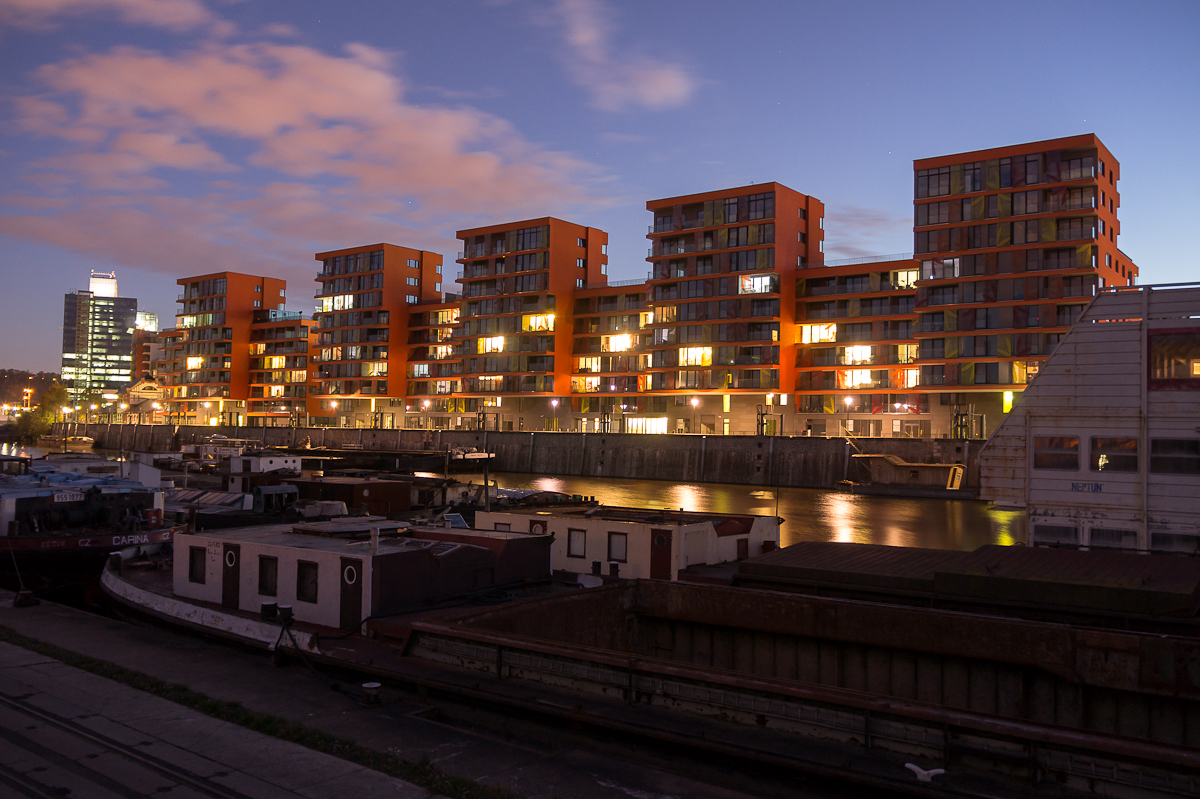
Complesso residenziale Prague Marina

Holešovice, fino al 1960 Holešovice-Bubny, è un quartiere della capitale ceca Praga. Gran parte del quartiere appartiene al circondario cittadino di Praga 7, mentre una sua piccola parte al circondario 1. È attraversato dalla Moldava.

## Infrastrutture e trasporti
Holešovice si trova a tre chilometri a nordest del centro città alla sinistra orografica della Moldava nella grossa ansa del fiume di fronte a Karlín, Libeň e Troja. Vi si trova un porto fluviale sulla Moldava e una stazione ferroviaria che prende il nome dal quartiere (Nádraží Praha-Holešovice). Qui vi sono i capilinea Praha-Holešovice zastávka del Servizio ferroviario suburbano di Praga dalla stazione di Masaryk a Kralupy nad Vltavou e da Praga-Bubny al Servizio ferroviario suburbano di Praga dalla stazione Masaryk verso Kladno. Il Centro espositivo Výstaviště Praha si trova a Holešovice.
La Linea C della Metropolitana di Praga attraversa il quartiere, come diverse tramvie e autolinee.

## Storia
La prima citazione scritta della località ebbe luogo nel 1228 in relazione al Vladiken Bohumil di Holešovice. Fino al XIX secolo Holešovice rimase un insediamento agricolo il cui centro si trovava nel posto dell'attuale stazione ferroviaria.
Dopo l'abolizione delle corti, Holešovice formò con Bubny una comunità politica. Dagli anni 1870 la località si sviluppò in una periferia industriale. Nel 1884 la località Holešovice-Bubny fu incorporata in Praga divenendone il settimo distretto. Dal 1961 Holešovice appartiene ai distretti primo e settimo della città.

## Sport
Prima della prima guerra mondiale nacque la società calcistica locale "Union Holeschowitz", che il 25 maggio 1913 vinse un campionato del Deutschen Ballspielklub, sconfiggendo per 5 a 4 la squadra di Praga. Questo incontro entrò involontariamente nella storia dell'Impero austro-ungarico, poiché l'infortunato difensore del Wagnern portò il DBC-Obmann e il giornalista locale Egon Erwin Kisch sulle tracce dei casi di spionaggio di Alfred Redl.

## Monumenti e luoghi d'interesse
- Chiesa di Sant'Antonio sulla Strossmayerplatz
- Ponte sulla Moldava, realizzato sotto la presidenza di Tomáš Masaryk tra il 1925 e il 1928 su progetto dell'architetto Pavel Janák e dell'ingegnere František Mencl.[1]